# Scybalista restionalis
Scybalista restionalis là một loài bướm đêm trong họ Crambidae.